# Saint-Pantaléon (Vaucluse)
 Saint-Pantaléon  es una población y comuna francesa. 

## Localización
Está situada en la región de Provenza-Alpes-Costa Azul, departamento de Vaucluse, en el distrito de Apt y cantón de Gordes.
Está integrada en la Communauté de communes de Pied Rousset en Luberon.

## Demografía
| 85 | 83 | 77 | 91 | 93 | 99 | 93 | 114 | 107 | 120 | 120 | 127 | 127 | 92 | 97 | 71 | 86 | 85 | 93 | 88 | 82 | 66 | 64 | 67 | 62 | 63 | 82 | 98 | 88 | 91 | 122 | 177 |
| Para los censos de 1962 a 1999 la población legal corresponde a la población sin duplicidades (Fuente: INSEE [Consultar]) |    |    |    |    |    |    |     |     |     |     |     |     |    |    |    |    |    |    |    |    |    |    |    |    |    |    |    |    |    |     |     |

Es la comuna de menor superficie del departamento. 